# Мечеть имама Али (Басра)
Мечеть имама Али (араб. جامع خطوة الإمام علي‎) — первая мечеть, построенная в историческом центре Басры (в 12 километрах к западу от нынешнего центра города) в одноимённой мухафазе в Ираке. Строительство было завершено около 635 года н. э., мечеть является одной из старейших в истории ислама. Предположительно, это третья построенная исламская мечеть, и первая мечеть за пределами Мекки и Медины. Остатки здания VII века сохранились, а новая мечеть была достроена в 2000 году. В мечети преобладают шииты, но иногда её посещают и мусульмане-сунниты.

## История
Считается, что первое медресе для изучения фикха, хадисов и философии было основано при мечети. Здесь получили образование некоторые важные деятели ранней исламской истории, включая Ибн Аббаса и Васила ибн Ата. Медресе было одним из первых, где учили мыслить для решения проблем.
В 2000 году мечеть была отреставрирована и перестроена в её нынешнем виде. Новое здание утратило связь с прежним архитектурным стилем.
В начале 2010-х годов планировалось расширить мечеть и восстановить её в первоначальном виде, добавив шесть минаретов, шестнадцать ворот и большой молитвенный двор. Однако в 2013 году реализация планов была приостановлена из-за неблагоприятных условий, в которых в то время находился Ирак.
В мечети проводятся празднования и собрания в дни Рамадана. К ним относятся такие мероприятия, как конкурсы чтения Корана и организация исламских лекций. Чтецы, приехавшие в том числе из египетского университета аль-Азхар, посещают мечеть и её собрания, чтобы принять участие в чтении Корана в ночи Рамадана, а также отметить религиозные праздники. По словам смотрителя мечети Али аль-Багдади, на собрания съезжаются люди со всех иракских городов и Аравийского полуострова, а также гости и туристы из Ирана,Пакистана и Индии. Значительный возраст мечети как первого медресе для изучения фикха, а также предание о том, что её посещали Али ибн Абу Талиб и Аиша бинт Абу Бакр после Верблюжьей битвы, способствовали сохранению её статуса места для посещения.

## Архитектура
На месте расположения мечети сохранились руины VII века, включая угловую башню, часто ошибочно принимаемую за минарет. Эта башня была отреставрирована в 1980-х годах. Судя по декоративной кирпичной кладке, башня была датирована тем же периодом, что и медресе Мустансарийя в Багдаде, построенное в 624 году н. э. Помимо башни, среди других руин можно отметить ряд составных колонн из песчаника. Каждая секция колонны представляет собой толстый круглый диск с центральным отверстием, предположительно для центральных арматурных стержней, соединяющих колонны между собой. В настоящее время на этом месте находится небольшая современная мечеть и святилище.